# Bütschwil-Ganterschwil
Bütschwil-Ganterschwil ist eine politische Gemeinde im Kanton St. Gallen in der Schweiz. Die Gemeinde Bütschwil-Ganterschwil befindet sich im Wahlkreis Toggenburg. Sie entstand am 1. Januar 2013 aus den bisherigen Gemeinden Bütschwil und Ganterschwil.

## Geographie
Die Gemeinde besteht aus den Ortschaften Bütschwil, einem Teil von Lütisburg Station, Dietfurt sowie Ganterschwil beidseits der Thur im unteren Toggenburg. Sie grenzt im Westen an Mosnang, im Norden an Lütisburg, im Osten an Neckertal und im Süden an Lichtensteig und Wattwil.

## Geschichte

Bütschwil im Jahr 1958. Rechts vor der markanten Felswand über dem Necker ist der Ortseingang von Ganterschwil zu erkennen.

Nach dem Verkauf des Toggenburgs an den Abt von St. Gallen wurden Bütschwil und Ganterschwil von der Fürstabtei verwaltet. 1803 gelangten die beiden Dörfer zum neugeschaffenen Kanton St. Gallen. 1831 kam Bütschwil zum Bezirk Alttoggenburg, während Ganterschwil beim bisherigen Bezirk Untertoggenburg verblieb.
Die 1863 gegründete private Sekundarschule Bütschwil-Ganterschwil ging 1913 an die beiden Gemeinden über.
1990 konnte die Oberstufenschulgemeinde Bütschwil-Ganterschwil-Lütisburg (BuGaLu) ihr neues Oberstufenzentrum in Bütschwil beziehen.
Am 27. November 2011 fanden in Bütschwil und Ganterschwil Abstimmungen über eine Gemeindefusion statt. Schon am 26. September 2010 hatten die Stimmberechtigten der politischen Gemeinden Bütschwil und Ganterschwil in einer Grundsatzabstimmung der Einleitung des Vereinigungsverfahrens zugestimmt. Die Abstimmung wurde in Bütschwil mit einem Ja-Anteil von 82 % angenommen, in Ganterschwil belief sich der Anteil der Ja-Stimmen auf 54 %.

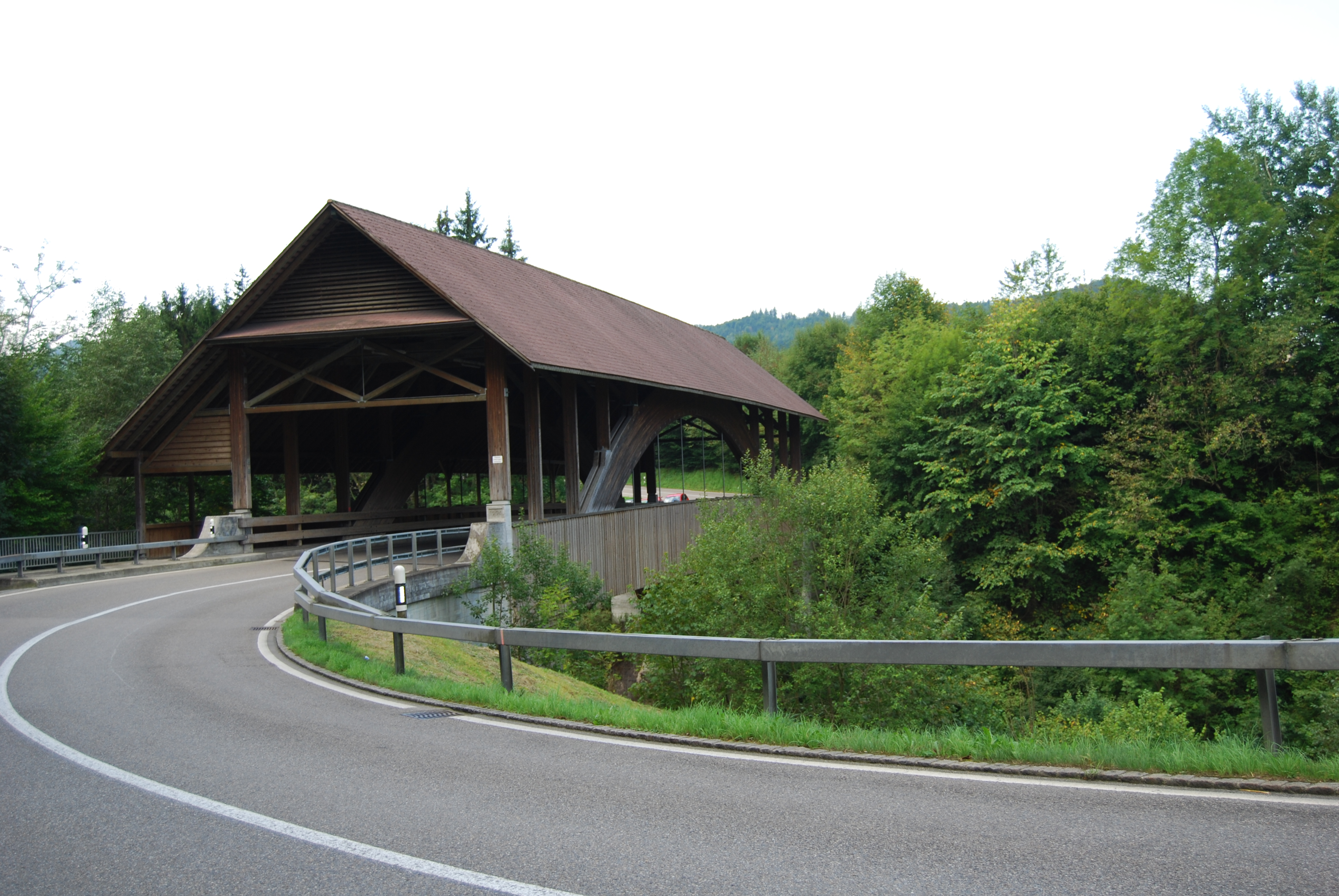
Die 1994 in Holzbauweise dem Verkehr übergebene Lochermoosbrücke verbindet Bütschwil mit Ganterschwil. Sie ersetzte eine Eisenbrücke, die eine zu geringe Tragkraft aufwies.

Ende 2011 übernahm das gemeinsame Versorgungsunternehmen der Gemeinden Bütschwil-Ganterschwil und Kirchberg, das rwt Regionalwerk Toggenburg, die Stromversorgung (Elektra Lütisburg) von der Gemeinde Lütisburg. 2013 lehnten jedoch die Lütisburger Stimmbürgerinnen und Stimmbürger eine Fusion mit der Gemeinde Bütschwil-Ganterschwil knapp ab. 2022 wurde die Fusion von Bütschwil-Ganterschwil mit Lütisburg erneut thematisiert. Bei der Abstimmung zur Prüfung der Gemeindefusion lehnte die Bevölkerung von Bütschwil-Ganterschwil das Vorhaben jedoch ab.
→ siehe auch Abschnitt Geschichte im Artikel Bütschwil

→ siehe auch Abschnitt Geschichte im Artikel Ganterschwil

## Wappen
Den Einwohnern standen vier Vorschläge für ein neues Gemeindewappen zur Auswahl. Sieger wurde jener mit der Lochermoosbrücke, welche die beiden Gemeindeteile Bütschwil und Ganterschwil über die Thur verbindet. Die Brücke ist damit zum Symbol für die Vereinigung der beiden Dörfer geworden.

## Wirtschaft und Verkehr

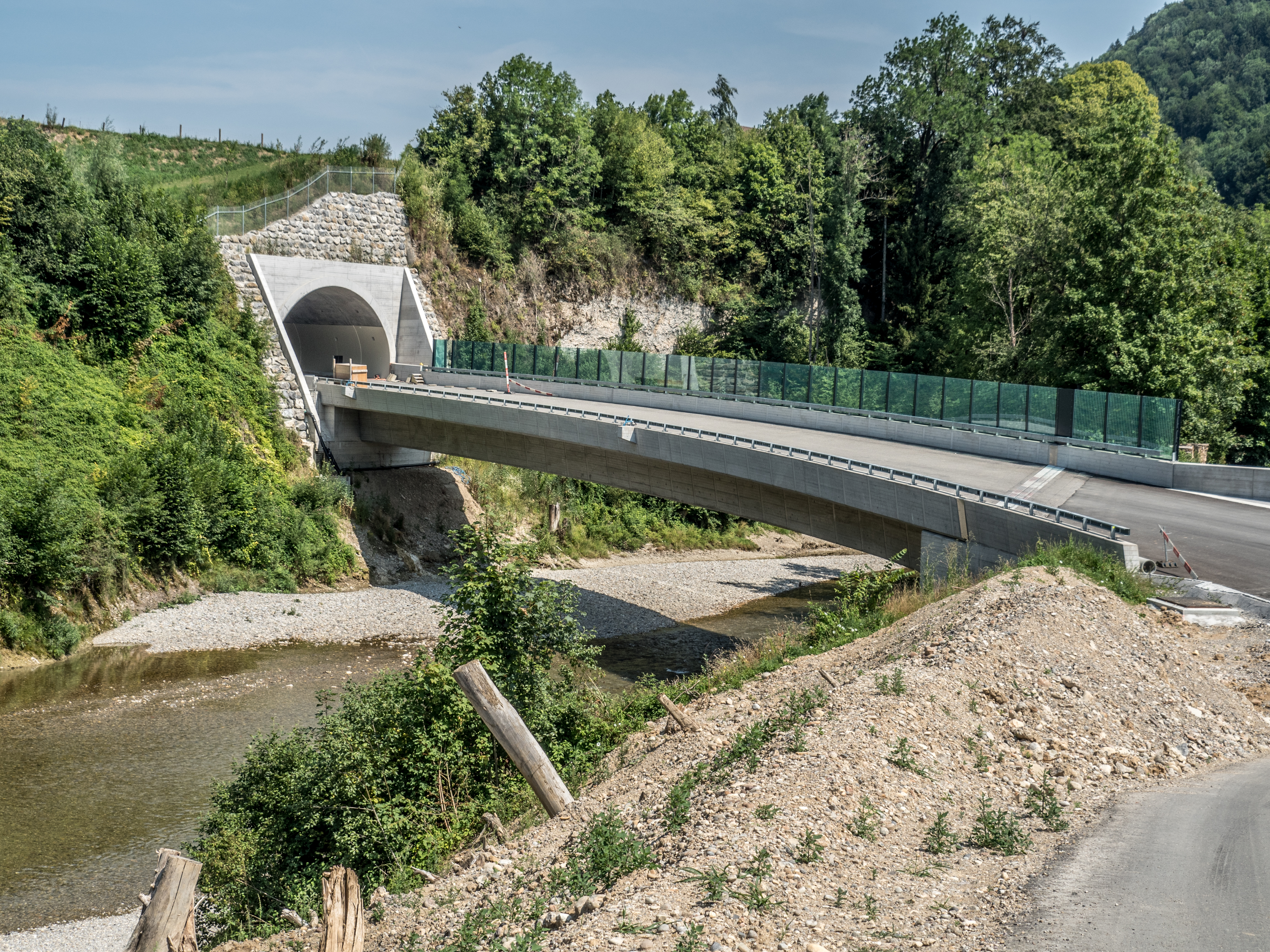
Michelaubrücke über die Thur der Umfahrung Bütschwil bei Dietfurt

→ siehe Abschnitte Wirtschaft und Verkehr im Artikel Bütschwil

→ siehe Abschnitte Wirtschaft und Verkehr im Artikel Ganterschwil

## Bilder
→ siehe Abschnitt Bilder im Artikel Bütschwil

→ siehe Abschnitt Sehenswürdigkeiten im Artikel Ganterschwil